# All-American Association
La All-American Association fu una lega professionistica indipendente di baseball USA attiva nel 2001. Il numero totale di spettatori fu 200970. La lega fallì a fine stagione e quattro delle sei squadre aderirono ad altre leghe. I Fort Worth Cats e i Tyler Roughnecks passarono alla Central Baseball League (Tyler spostandosi a Jackson per divenire i Jackson Senators). I Baton Rouge Blue Marlins e i Montgomery Wings alla Southeastern League.

## Squadre
| Squadra                  | Città       | Stadio                    | Manager                  | Spettatori |
| ------------------------ | ----------- | ------------------------- | ------------------------ | ---------- |
| Albany Alligators        | Albany      | Paul Eames Sports Complex | Tom Waelchli Eddie Dixon | 26,543     |
| Baton Rouge Blue Marlins | Baton Rouge | Pete Goldsby Field        | Scott Bethea             | 16,616     |
| Fort Worth Cats          | Fort Worth  | Lon Goldstein Field       | Jim Gentile              | 50,426     |
| Montgomery Wings         | Montgomery  | Paterson Field            | Lou Thornton             | 78,069     |
| Tennessee T's            | Winchester  | Loel E. Bennett Stadium   | Jay Hemond               | 10,343     |
| Tyler Roughnecks         | Tyler       | Mike Carter Field         | Steve Maddock            | 18,973     |

## Classifica finale
| Squadra                  | W  | L  | PCT  | GB |
| ------------------------ | -- | -- | ---- | -- |
| Baton Rouge Blue Marlins | 44 | 28 | .611 | -- |
| Albany Alligators        | 41 | 31 | .569 | 3  |
| Tyler Roughnecks         | 40 | 32 | .556 | 4  |
| Fort Worth Cats          | 37 | 35 | .514 | 7  |
| Montgomery Wings         | 34 | 38 | .472 | 10 |
| Tennessee T's            | 20 | 52 | .278 | 24 |

## Post-Season
- Semifinali (best-of-3)
  - Baton Rouge batte Fort Worth, 2 a 0
  - Albany batte Tyler, 2 a 1
- 2001 All-American Association Championship Series (best-of-5)
  - Baton Rouge batte Albany, 3 a 2